# Pseudophallus brasiliensis
Pseudophallus brasiliensis es una especie de pez de la familia Syngnathidae en el orden de los Syngnathiformes.